# Pulsval

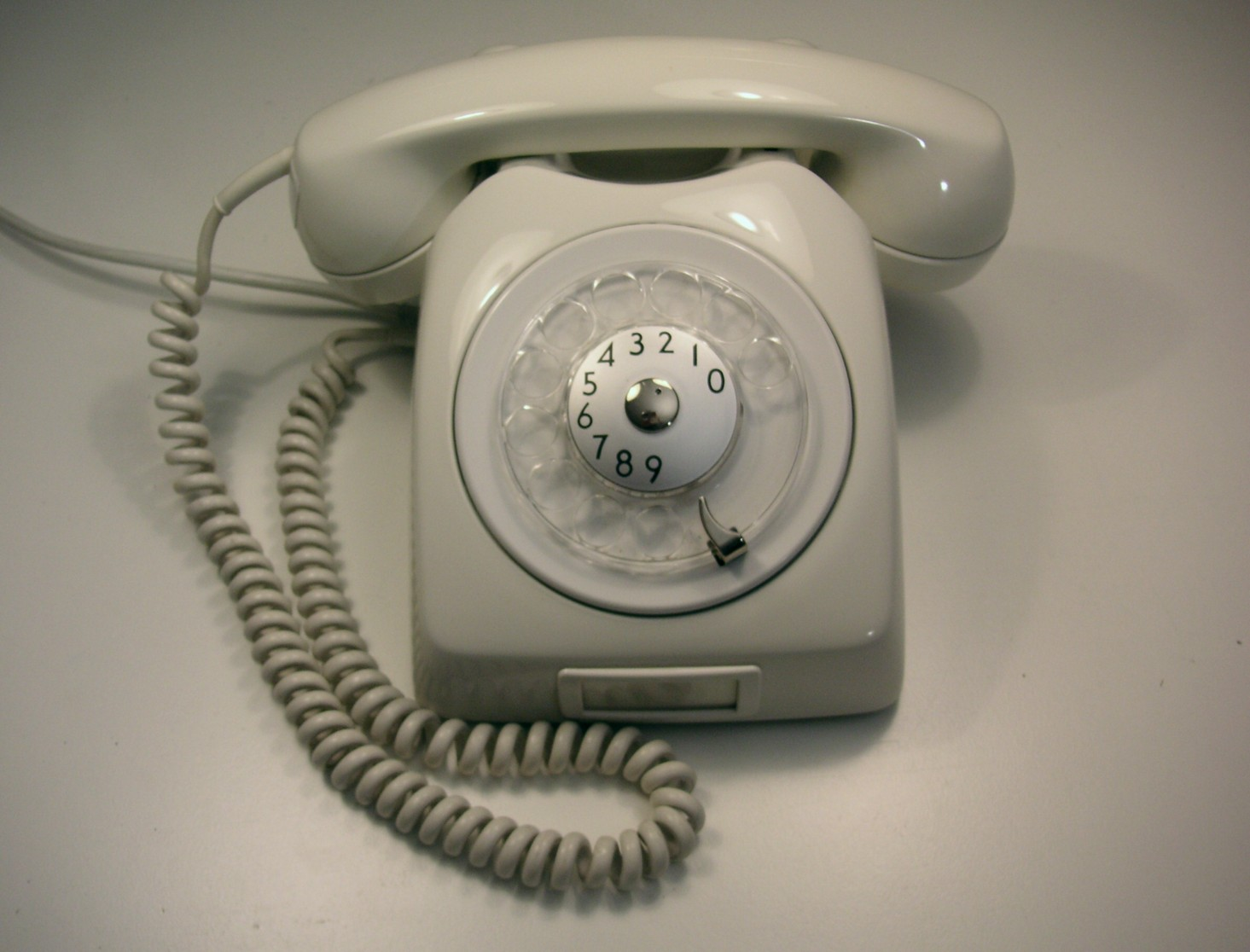
Dialog-telefon med fingerskiva för pulsval.

Pulsval eller impulsval är inom telefontekniken ett sätt att skicka över sifferinformation på en teleledning. Telefonens fingerskiva genererar ett antal pulserande avbrott och dessa registreras av telefonstationen som en siffra i telefonnumret. Eftersom fingerskiveimpulser både tar längre tid för den som slår numret och för stationen att koppla, gjorde införandet av tonval att kapacitet kunde frigöras på stationer och ledningar.
Enligt det system som används i Sverige representerar ett avbrott siffran 0, två avbrott siffran 1 och så vidare. I de flesta andra länder motsvarar ett avbrott siffran 1 och så vidare upp till 10 avbrott som motsvarar siffran 0. I dessa fall är siffran 0 placerad efter siffran 9 på fingerskivan istället för före 1 som på telefoner för bruk i Sverige.
Om man håller rätt takt går det att slå numret på telefonklykan. Detta hände emellanåt på telefoner som var endast avsedda för ingående samtal och därför saknade nummerskivan.

## Historia
Nummerskivan förutsätter att anknytningen är ansluten till en automatisk telefonstation vilkas genombrott kom i början 1900-talet.